# Aziza Mustafa Zadeh
Aziza Mustafa Zadeh (Əzizə Mustafazadə) (Baku, 1969. december 19. –) Németországban élő, azeri származású zongorista, énekesnő, zeneszerző.

## Élete
Édesapja, Vagif Mustafa Zadeh, neves zongorista és zeneszerző volt, híressé vált a jazz és a mugam (azeri tradicionális improvizatív énektechnika) ötvözésével. Édesanyja, Eliza Mustafa Zadeh, grúz származású énekesnő, aki klasszikus zenei tanulmányokat folytatott, de jazzt és azeri, valamint grúz népzenét is játszott, énekelt. Aziza idősebb féltestvére, Laila, szintén zongorán játszik.
Jazziza becenevét – amely az ötödik lemeze címe is – édesapjától kapta.
Aziza édesapja, Vagif Mustafa Zadeh 1979-ben, Aziza születésnapja előtt három nappal halt meg szívinfarktusban. Aziza szerint az öröm és a bánat különleges keveréke, az élet és a halál filozófiai paradoxona a családjában egymást követő négy nap eseményei – december 16-án halt meg édesapja, 17-én született édesanyja, 18-án házasodtak meg szülei, és 19-én született ő. 
1988-ban, Washingtonban, a Thelonious Monk zongoraversenyen nyert, azután édesanyjával Németországba költözött. Mainzban laknak.

## Munkássága
Dalainak jelentős részét maga írja, de klasszikus szerzőktől (Bach, Mozart, Chopin, Schumann, Ravel, Rimszkij-Korszakov, Verdi) is játszik és énekel. Ezenkívül lemezein szerepelnek jazz örökzöldek és azeri, grúz népdalok is. A dalait gyakran mugam stílusban adja elő.
Lemezeinek egy része szólólemez, a többi lemezen világhírű jazz-zenészekkel játszik együtt (Al Di Meola, Bill Evans, Stanley Clarke, Omar Hakim, John Patitucci, Dave Weckl, Toots Thielemans, Philip Catherine, Kai Eckhardt de Camargo).

## Lemezei
| Album címe                         | Kiadás éve |
| ---------------------------------- | ---------- |
| Aziza Mustafa Zadeh                | 1991       |
| Always                             | 1993       |
| Dance of Fire                      | 1995       |
| Seventh Truth                      | 1996       |
| Jazziza                            | 1997       |
| Inspiration - Colors & Reflections | 2000       |
| Shamans                            | 2002       |
| Contrasts                          | 2006       |
| Contrasts 2 Opera Jazz             | 2007       |

## Internet videók
- Aziza Mustafa Zedeh Concert 1. - Always. YouTube
- Aziza Mustafa Zedeh Concert 2. - Quite Alone. YouTube
- Aziza Mustafa Zedeh Concert 3. - Mon Vagilim Giziyam. YouTube
- Aziza Mustafa Zedeh Concert 4. - Oriental Fantasy. YouTube
- Aziza Mustafa Zedeh Concert 5. - Black Orpheus. YouTube
- Aziza Mustafa Zedeh Concert 6. - Heartbeat. YouTube
- Aziza Mustafa Zedeh Concert 7. - Gadma Gözal. YouTube
- Aziza Mustafa Zedeh Concert 8. - Don't Explain. YouTube
- Aziza Mustafa Zedeh Concert 9. - Inspiration. YouTube
- Aziza Mustafa Zedeh Concert 10. - Take Five. YouTube
- Aziza Mustafa Zedeh Concert 11. - Woman. YouTube